# Querococha
Querococha (hiszp. Laguna Querococha. Nazwa pochodzi przypuszczalnie z keczua: qiru lub kero – ceremonialne naczynie do picia lub q’iru – las, drewno i qucha – jezioro i oznacza „jezioro qiru” lub „jezioro leśne”.) – jezioro w Peru, położone w regionie Ancash, w prowincji Recuay, w dystryktach Ticapampa i Catac. Jezioro położone jest na wysokości 3980 m n.p.m., ma 2,43 km długości i 0,87 km szerokości w najszerszym miejscu. Jezioro Querococha leży po zachodniej stronie Kordyliery Białej, na południowy zachód od szczytów Yanamarey i Pucaraju, na północny wschód od Mururaju i Queshque oraz na wschód od miasta Recuay.